# Siempre Viva
Siempre Viva es un ejido del municipio de Caborca ubicado en el noroeste del estado mexicano de Sonora, en la zona del desierto de Sonora. El ejido es la quinta localidad más poblada del municipio, ya que según los datos del Censo de Población y Vivienda realizado en 2020 por el Instituto Nacional de Estadística y Geografía (INEGI), Siempre Viva tiene un total de 858 habitantes.

## Geografía
Siempre Viva se sitúa en las coordenadas geográficas 30°44'40" de latitud norte y 112°27'10" de longitud oeste del meridiano de Greenwich, a una elevación de 182 metros sobre el nivel del mar.